# Owen Wright (surfer)
Owen Wright (født 16. januar 1990) er en australsk professionel surfer.
Han deltog ved de olympiske lege 2020 i Tokyo, hvor han vandt en bronzemedalje i surfing.